# Martirio (cantante)
María Isabel de la Cinta Quiñones Gutiérrez (Huelva; 21 de marzo de 1954), conocida artísticamente como Martirio, es una cantante española.

## Trayectoria artística
En 1980 María Isabel forma parte del grupo Jarcha, cuyas canciones tuvieron una gran fama en la España de la Transición. El 8 de marzo de 1984 Martirio entra a formar parte del grupo Veneno, liderado por Kiko Veneno y los integrantes de Pata Negra: Raimundo y Rafael Amador. La mujer de Kiko Veneno, Ana Fernández, fue su compañera de colegio en la Institución Teresiana.
En 1986 inicia su andadura en solitario con el nombre artístico de Martirio, que es a la vez nombre y personaje: enfundada en escena entre unas gafas de sol y una peineta, fue una de las intérpretes más originales del panorama musical español en los años 80, y canciones como Sevillanas de los bloques (Estoy atacá) triunfan en los medios. Su música es un puente entre culturas y fusiona copla andaluza, flamenco, bolero, jazz, tango, rock, guaracha, entre otras.
Tras una primera etapa musical en la que se da a conocer al gran público, partiendo por el lanzamiento de su primer álbum titulado Estoy mala y que incluía el tema «La noche es guy», en 1994 se toma un respiro musical y experimenta en cine (Belmonte de Juan Sebastián Bollaín y Más allá del jardín de Pedro Olea) o más recientemente en la película Iris de Rosa Vergés en 2004; teatro (Don Juan, Carnaval de Amor y Muerte, en el papel de Doña Ana De Ulloa) haciendo una gira de seis meses con el Centro Andaluz de Teatro, o televisión (dos capítulos como protagonista en la serie Makinavaja dirigida por José Luis Cuerda, haciendo de una ciega malísima, ninfómana e hilarante). 
En 1999, Martirio publica su libro autobiográfico La Vuelta a Martirio en 40 trajes (1999, Editorial Planeta) en colaboración con el poeta Juan Cobos Wilkins, con prólogo de José Luis Sampedro.
Ha colaborado entre otros artistas con Jesús Lavilla, Jerry González, Maria del Mar Bonet, Chavela Vargas, Compay Segundo, Gema Corredera, los cantautores Javier Ruibal, Carlos Cano, Alberto Cortez, Simón Díaz, Pedro Guerra, Luis Pastor o Miquel Gil, el pianista de jazz Chano Domínguez, Susana Rinaldi, Son de la Frontera, Mayte Martín, Jabier Muguruza o el cantaor Miguel Poveda con quien presentó el espectáculo Romance de valentía en 2005, con arreglos de su hijo Raúl Rodríguez, Jesús Lavilla y Juan Gómez "Chicuelo", Un homenaje y recorrido por los años, intérpretes y autores de la copla presentado en el Festival Grec de Barcelona y en Teatro Español de Madrid.
En 2006 participa junto a la cantaora de flamenco Mayte Martín en el espectáculo “Entre amigas” de Omara Portuondo celebrado en el Palacio de la Música Catalana de Barcelona.
En 2007 Martirio se encuentra en una etapa artística de gran madurez tras su ya larga experiencia, con la publicación en los últimos años de la tetralogía formada conceptualmente por cuatro discos independientes: Coplas de madrugá, Flor de piel, Mucho corazón y Primavera en Nueva York.
En 2008 realiza una serie de conciertos conjuntos con la artista mexicana Lila Downs, ya el 19 de noviembre de 2006 la invitó a su concierto del Círculo de Bellas Artes de Madrid incluido en su gira española, en 2008 repiten experiencia en este proyecto conjunto. 
Los días 20, 21 y 22 de octubre de 2008 ofrece tres conciertos en la Sala Luz de Gas de Barcelona que son grabados para ser editados en un disco para conmemorar sus 25 años de carrera artística con el nombre de Martirio, con un recorrido acústico por su amplio repertorio.
En 2010, Martirio se acerca a la música cubana de la mano del compositor y pianista cubano José María Vitier, junto a él graba un disco que recoge 13 poemas musicados de escritores españoles y latinoamericanos, con el título El aire que te rodea, se publicó en España en 2011.
En 2013 publica junto a su hijo Raúl Rodríguez el disco en homenaje a Chavela Vargas: De un mundo raro. Cantes por Chavela (Universal Music, 2013).
El 30 de octubre de 2015 Martirio lanza una caja que incluye 2 CD y 1 DVD con el Documental que sobre su trayectoria realizó José Sánchez-Montes, en celebración de sus 30 años de música, son 30 canciones que repasan su carrera y que además recoge temas nuevos, colaboraciones no escuchadas y algunas rarezas musicales.
Durante tres años también hizo radio, tuvo su sección Cantes Rodados en la emisora Radio Gladys Palmera. En 2025 presenta su espectáculo Al sur del tango en el que la artista onubense fusiona tango y copla. También en 2025 presenta junto a Raúl Rodriguez el recital de homenaje a Marta Valdés: Cantan a Marta Valdés.

## Premios y reconocimientos
Martirio tiene una muy considerable trayectoria con una muestra de propuestas de calidad y ha sido reconocida por público y crítica. Ha sido galardonada con varios premios, entre otros el 21 de abril de 2005 recibe, junto a Chano Domínguez el Premio de la Música 2004 en la categoría de Mejor Disco de Canción Española por Acoplados. 
Entre otros reconocimientos públicos, ha sido nombrada hija adoptiva de San Juan de Puerto Rico por decreto, en 2004 recibe la Medalla de Oro de la Junta de Andalucía, en 2010 recibe el Premio Internacional Cubadisco.
En 2014 recibió la Medalla de Huelva por su contribución a la cultura.
El 28 de noviembre de 2016 fue galardonada con el Premio Nacional de las Músicas Actuales, otorgado por el Ministerio de Educación, Cultura y Deporte del Gobierno de España. El premio, dotado con 30.000 euros, reconoce, como especificaba el jurado, "su personal aproximación a las músicas populares, desde sus raíces andaluzas, mostrando el valor de la copla a las nuevas generaciones". También "por propiciar un acercamiento profundo a la música iberoamericana", así como por “su coraje y la libertad con la que ha trabajado llevando su actitud transgresora desde su imagen a su música". Jorge Pardo Cordero (2015), Carmen París (2014), Luz Casal (2013), Kiko Veneno (2012), Santiago Auserón (2011), Dúo Amaral (2010) y Joan Manuel Serrat (2009) son otros de los artistas reconocidos con este galardón, que se concede anualmente.
En 2019 recibió la Medalla de Oro al Mérito en las Bellas Artes.
En 2022 Premio Latino de Oro, a la Trayectoria como Cantante  y Artista en la 7ª edición de Premios Latino que se celebró en el emblemático Teatro Isabel la Católica, en Granada, el 7 de octubre de 2022.
En 2023 Premio AIE Sociedad de Artistas a "Toda una vida dedicada a la música".

## Discografía

### Discos propios
- Estoy mala 1986
- Cristalitos machacaos 1988
- La bola de la vida del amor 1991
- He visto color por sevillanas 1994
- Coplas de madrugá con Chano Domínguez 1997
- Flor de piel 1999
- Mucho corazón 2001
- Martirio 1986-1989 Recopilatorio 2002
- Colección Nuevos Medios. Martirio. Recopilatorio 20 años de Nuevos Medios. 2002.
- Fundamental 2003
- Acoplados con Chano Domínguez 2004
- Primavera en Nueva York 2006
- Martirio. 25 años en directo. 2009. Grabado en directo en la Sala Luz de Gas de Barcelona los días 20, 21 y 22 de octubre de 2008.
- El aire que te rodea con José María Vitier 2011
- De un mundo raro. Cantes por Chavela con Raúl Rodríguez 2013. Homenaje a Chavela Vargas.
- Martirio. 30 años. caja 2 CD y 1 DVD. 2015.
- A Bola de Nieve, junto a Chano Domínguez al piano. 2019.
- Al sur del tango. 2025.

### Colaboraciones y otros discos
- A la memoria de Federico García Lorca de Jarcha. 1981.
- Si tú, si yo de Veneno. 1984.
- Pequeño salvaje, de Kiko Veneno. 1987.
- Pensión Triana, disco del cantautor gaditano Javier Ruibal. 1994.
- A María Teresa Vera, disco homenaje a la autora cubana, canta el tema ¿Por qué me siento triste? y a dúo con Jacqueline Castellanos el tema Eso no es ná. 1995.
- Cómo fue en la BSO de la película "Belmonte" (1995).
- Rosas a Rosalía, disco de Amancio Prada en homenaje a Rosalía de Castro. 1997.
- Más allá del jardín. B.S.O. de la película de Pedro Olea. 1997.
- Punta Paloma de Kiko Veneno. 1997.
- El cor del temps de Maria del Mar Bonet. 1997. Martirio canta Trigales verdes y La mort de na Margalida.
- Lo mejor de la vida de Compay Segundo. Martirio canta Es Mejor Vivir Así y Juliancito. 1998.
- Puro veneno de Kiko Veneno. 1998.
- De Granada a la luna, Canta Tierra y luna. Homenaje colectivo a Federico García Lorca. 1998.
- Azúcar Cande, disco de Chano Lobato en el que graba el tango Volver. 2000.
- Las 101 canciones más flamencas. Romance de la rosa. 2001.
- Gatísimo, disco de la Orquestra Plateria en homenaje al rumbero Gato Pérez, canta Cha, cha, chá de la locura. Blanco y negro, 2002.
- El gran Gato, B.S.O. de la película de Ventura Pons, Martirio canta Granito de sal.
- Que naveguen los sueños, Martirio canta la copla Ojos verdes en el disco colectivo de homenaje a Carlos Cano. Emi, 2002.
- Mujer. Yo vengo a ofrecer mi corazón de Fito Páez. BMG, 2002.
- Perduto Amor. B.S.O. de la película de Franco Battiato, con el tema La noche oscura. 2002.
- Canciones del buen amor de José María Vitier. Canta Tengo miedo a perder la maravilla (Soneto de la dulce queja de Federico García Lorca). Cuba, 2002.
- Soy, disco del cantautor Luis Pastor, con el tema El caracol de mi tristeza. 2002.
- Al sur de Granada, B.S.O. de la película de Fernando Colomo, canta el tema Pena de amor.
- Duets de Compay Segundo, con el que canta Juliancito. 2003.
- La noche oscura en la BSO de la película Perdutoamor (2003) de Franco Battiato.
- Flamenco woman. Sevillanas de los bloques. 2004.
- Ya eres abril del cantautor venezolano Henry Martínez, Martirio canta Sentida canción. 2004.
- Habanera de Carmen de Georges Bizet con arreglos de su hijo Raúl Rodríguez[12] para la versión escénica del coreógrafo Ramón Oller del mito literario, 2004.
- A partir de mañana, a dúo con Alberto Cortez en un disco benéfico contra el alzheimer, 2004.
- Damas y Reinas. Sevillanas de los bloques. recopilatorio Dro East West, 2006.
- Techarí de Ojos de Brujo. Martirio aparece junto a Raúl Rodríguez en el tema Tanguillos marineros.
- Contaminados. Editado en 2006, es el fruto de una serie de grabaciones realizadas en directo en la Sala Galileo Galilei, de Madrid en mayo de 2000 y febrero de 2002. Martirio interpreta los temas Naranjo en flor y Canción de las simples cosas junto a Pedro Guerra, Tiempo y silencio junto a Guerra y Luis Pastor y La flor de Estambul junto a Javier Ruibal.
- Dúos de Luis Pastor, con el que canta Caracol de mi tristeza. 2006.
- Cierra los ojos, versión de la canción de Fangoria en la promo Absolut Album Covers Martirio Alaska, 2006.
- Morirse en domingo. B.S.O. de la película del mexicano Daniel Gruener, con la canción de Las simples cosas, 2007.
- Suburbios del alma de Marcelo Mercadante. Martirio canta el tango ¿Cómo sigo?, 2007.
- La Zarzuela+Pop - No corté más que una rosa de la zarzuela "La del manojo de rosas" (Fundación Autor,2007)
- Konplizeak (Elkar, 2007), disco de Jabier Muguruza en el que Martirio canta el tema Ertz maitea.
- Canción de las simples cosas en la BSO de la película Morirse en domingo (2007).
- Aquí en la Isla, disco de Troveros de Asieta, con ellos canta Verte Partir. 2008.
- Rendez-vous Chez Nino Rota, CD+DVD del italiano Mauro Gioia, en el que intervienen también Adriana Calcanhotto, María de Medeiros, Ute Lemper, Catherine Ringer, Susana Rinaldi y Sharleen Spiteri. Martirio canta Parlami di me de la B.S.O. de La dolce vita de Federico Fellini. 2008.
- Señora (ellas cantan a Serrat). Martirio canta Tiempo de lluvia. 2009.
- El disc de la Marató de TV3. Martirio canta L'Àguila Negra. 2010.
- Las palmeras, a dúo con Alberto Cortez en el disco del argentino En buenas manos, 2012.
- Tangos propios II de Marcela Ferrari. Martirio canta el tango Gira. 2012.
- Para Amália, de Mísia. Martirio canta María la Portuguesa de Carlos Cano junto a Mísia. 2015
- Feeling Marta, disco de Gema Corredera con la que canta No es preciso. 2015.
- Una Luz flamenca, versiones flamencas de temas de Luz Casal. Martirio canta Negra sombra. El País, libro-cd. 2015.
- 35 aniversario, doble CD-DVD en directo de Javier Ruibal, junto al que canta el tema La boda. 2016.
- Nací canción, disco de Encarna Anillo, canta El corazón al sur. 2020.
- A estranha beleza da vida, disco del portugués Rodrigo Leão, canta el tema Voz de sal. 2021.